# Rajčinoviće
Rajčinoviće (szerbül: Рајчиновиће), település Szerbiában, a Raškai körzet Novi Pazar községében.

## Népesség
- 1948-ban 416 lakosa volt.
- 1953-ban 444 lakosa volt.
- 1961-ben 485 lakosa volt.
- 1971-ben 491 lakosa volt.
- 1981-ben 510 lakosa volt.
- 1991-ben 598 lakosa volt.
- 2002-ben 537 lakosa volt, akik közül 529 bosnyák (98,51%) és 8 szerb (1, 48%)